# Поліноз
Поліно́з (лат. pollinosis, від pollen, род. відм. pollinis — «пилок») — алергічне захворювання слизових оболонок носа й ока, яке спричинює пилок рослин, спори грибів, характеризується алергічним ринітом, кон'юнктивітом, бронхіальною астмою та ураженням інших систем переважно в осіб з генетичною схильністю до виникнення алергічних хвороб.
Іноді це захворювання називають сінною гарячкою (неправ. лихоманкою), хоча сіно не є значущим чинником у генезі захворювання, а гарячка не абсолютно характерна для цієї патології.

## Етіологія
При полінозі в ролі чинника, при підвищеній чутливості до якого розвивається хвороба, виступає рослинний пилок. Дрібний пилок розміром всього 10-50 мікрон осідає на шкірі і слизових оболонках хворого, викликаючи алергічну реакцію.
Період загострення полінозу збігається з періодом цвітіння певних рослин. Хворі з алергією на пилок ліщини, дуба, вільхи, клена та берези переживають загострення хвороби в квітні й травні. У червні й липні потерпають люди з алергією на пилок злакових (тимофіївки, ковили, ячменю, пирію і тонконога). У серпні та вересні — хворі з алергією на пилок амброзії, лободи та полину. Для різних географічних зон періоди клінічних проявів сезонного алергічного риніту, зумовленого пилком певних рослин, можуть змінюватися.
Виразність клінічних проявів залежить від погоди. У вітряну суху погоду концентрація пилку в повітрі підвищується, і симптоми сінної гарячки посилюються. У дощову вологу погоду в повітрі присутня невелика кількість пилку, і прояви хвороби стають менш вираженими.

## Клінічні ознаки
Як правило, поліноз розвивається у дві стадії. На першому етапі проходять клінічні прояви хвороби. Пацієнти скаржаться на відчуття свербіння та лоскоту в носі, гортані, вухах. Спостерігається почервоніння та свербіж повік. Характерні напади невгамовного чхання зі слизовими виділеннями. З'являється алергічний кон'юнктивіт.
На другому етапі запальна реакція посилюється. У деяких хворих з'являється утруднене дихання і відчуття важкості в грудях, обумовлене бронхіальною астмою. Іноді розвивається гарячка, звідки й назва хвороби.
Поліноз може супроводжуватися стомлюваністю, підвищеною дратівливістю, зниженням апетиту, депресією і нападами мігрені.

## Діагностика
Огляд лікаря, лабораторні дослідження. Для виявлення конкретного алергену проводять провокаційні та шкірні тести (на передпліччя наносяться невеликі подряпини, після чого на кожну з них капають алерген; при наявності позитивної реакції, навколо подряпини буде розвиватися пухир і почервоніння шкіри).

## Лікування
- Звести до мінімуму контакти зі специфічним алергеном. Виключити з раціону продукти, що можуть спричинити перехресну алергію (при полінозі з реакцією на березовий пилок, перехресною реакцією буде алергія на моркву, фундук, яблука, персики; з реакцією на злаки — харчові злаки, щавель; з реакцією на полин — цитрусові, мед, соняшникове насіння).
- Антигістамінні препарати. Глюкокортикостероїди — при середньому ступені тяжкості. При бронхіальній астмі застосовуються інгаляційні глюкокортикостероїдні препарати.
- Імунотерапія.